# مترالیندول
مترالیندول (انگلیسی: Metralindole) که با نام تجاری اینکازان (Inkazan) نیز به فروش می‌رسد یک مهارکننده منوآمین اکسیداز است که به صورت برگشت‌پذیر عمل می‌کند و در روسیه، به عنوان یک داروی ضدافسردگی در دست بررسی بوده‌است. این دارو از نظر ساختاری و فارماکولوژیک شبیه پیرلیندول است.